# Simfitognàtids
Els simfitognàtids (Symphytognathidae) són una família d'aranyes araneomorfes. Fou descrita per primer cop per V.V. Hickman el 1931.

## Sistemàtica
Segons el World Spider Catalog amb data de 13 de gener de 2019, aquesta família té reconeguts 8 gèneres i 73 espècies. El 18 de juliol de 2006 tenia reconeguts 6 gèneres i 44 espècies; un creixement important, amb dues gèneres incorporats: Crassignatha i Iardinis, transferides des dels mismènids als simfitognàtids el 2015.
Els 8 gèneres són:
- Anapistula Gertsch, 1941 (Amèrica Central i Amèrica del Sud, Àfrica, Àsia, Austràlia)
- Anapogonia Simon, 1905 (Java)
- Crassignatha Wunderlich, 1995 (Xina, Malàisia, Borneo)
- Curimagua Forster & Platnick, 1977 (Panamà, Veneçuela)
- Globignatha Balogh & Loksa, 1968 (Brasil, Belize)
- Iardinis Simon, 1899 (Índia, Nepal)
- Patu Marples, 1951 (Colòmbia, Oceania)
- Symphytognatha Hickman, 1931 (Mèxic fins al Brasil, Àfrica, Austràlia, Nova Guinea)

Alguns gèneres es troben a la zona tropical d'Amèrica Central, Amèrica del Sud i a Oceania; altres a Àsia. Hi ha 3 espècies africanes, Anapistula benoiti, Anapistula caecula i Symphytognatha imbulunga.

### Superfamília Araneoidea
Els simfitognàtids havien format part de la superfamília dels araneoïdeus (Araneoidea), al costat de tretze famílies més entre les quals cal destacar pel seu nombre d'espècies: linífids, aranèids, terídids, tetragnàtids i nestícids. Les aranyes, tradicionalment, havien estat classificades en famílies que van ser agrupades en superfamílies. Quan es van aplicar anàlisis més rigorosos, com la cladística, es va fer evident que la major part de les principals agrupacions utilitzades durant el segle XX no eren compatibles amb les noves dades. Actualment, els llistats d'aranyes, com ara el World Spider Catalog, ja ignoren la classificació de superfamílies.